# Fausto Grillo
Lautaro Fausto Grillo (San Carlos de Bariloche, Río Negro, 20 de febrero de 1993), conocido por Fausto Grillo, es un futbolista argentino que juega como defensa. Actualmente se encuentra en Atletico Tucumán de la Liga Profesional Argentina.

## Carrera
Empezó en una escuelita de fútbol en su ciudad natal, Estudiantes Unidos, a los 3 años porque lo llevaba su hermano. 
En 2005, siendo muy pequeño, se fue a Buenos Aires en busca de su sueño.[cita requerida]
Hizo las inferiores en Boca Juniors (2006) y luego en Vélez Sarsfield (2009).
Estuvo varios años escalando en las divisiones menores del "Fortín" hasta convertirse en capitán del plantel de 4.ª división con el cual ganó el campeonato de AFA.
Fue incorporado al equipo profesional por Ricardo Gareca. Su debut oficial fue el 14 de septiembre de 2014, en la derrota de 1 a 0 para el Belgrano.

### O'Higgins
El 12 de enero de 2022, Grillo fue presentado como nuevo refuerzo del Club Deportivo O'Higgins, de la Primera División de Chile. El central argentino llegó como agente libre desde el fútbol griego y firmó contrato por un año con la escuadra "celeste".
Su debut oficial con O'Higgins se dio el 4 de febrero en la primera fecha del Campeonato Nacional 2022, donde el "Capo de Provincia" goleó 3-0 a Deportes La Serena. Su primer gol con la camiseta de O'Higgins llegó el 18 de febrero, en la tercera fecha del torneo, cuando el equipo de Rancagua igualó 1-1 ante Huachipato. Grillo conectó un tiro libre con un potente cabezazo, que en primera instancia fue rechazado por el portero rival, pero cuyo rebote fue aprovechado por el defensa central para debutar en las redes del estadio El Teniente.

## Estadísticas
| Club | Div           | Temporada     | Liga  | Liga  | Copas nacionales(1) | Copas nacionales(1) | Torneos internacionales(2) | Torneos internacionales(2) | Total | Total | Media goleadora(3) |
| Club | Div           | Temporada     | Part. | Goles | Part.               | Goles               | Part.                      | Goles                      | Part. | Goles | Media goleadora(3) |
| --- | ------------- | ------------- | ----- | ----- | ------------------- | ------------------- | -------------------------- | -------------------------- | ----- | ----- | ------------------ |
| Vélez Sarsfield Argentina | 1.ª           | 2014          | 4     | 0     | 2                   | 0                   | -                          | -                          | 6     | 0     | 0                  |
| Vélez Sarsfield Argentina | 1.ª           | 2015          | 15    | 1     | 0                   | 0                   | -                          | -                          | 15    | 1     | 0.07               |
| Vélez Sarsfield Argentina | 1.ª           | 2016          | 1     | 0     | 0                   | 0                   | -                          | -                          | 1     | 0     | 0                  |
| Vélez Sarsfield Argentina | 1.ª           | 2016-17       | 14    | 0     | 4                   | 0                   | -                          | -                          | 18    | 0     | 0                  |
| Vélez Sarsfield Argentina | 1.ª           | 2017-18       | 14    | 0     | 0                   | 0                   | -                          | -                          | 14    | 0     | 0                  |
| Vélez Sarsfield Argentina | Total club    | Total club    | 48    | 1     | 6                   | 0                   | 0                          | 0                          | 54    | 1     | 0.02               |
| Göztepe S. K. Turquía | 1.ª           | 2018-19       | 0     | 0     | 6                   | 0                   | -                          | -                          | 6     | 0     | 0                  |
| Göztepe S. K. Turquía | Total club    | Total club    | 0     | 0     | 6                   | 0                   | 0                          | 0                          | 6     | 0     | 0                  |
| Trapani Calcio · Italia | 2.ª           | 2019-20       | 23    | 1     | 0                   | 0                   | -                          | -                          | 23    | 1     | 0.04               |
| Trapani Calcio · Italia | Total club    | Total club    | 23    | 1     | 0                   | 0                   | 0                          | 0                          | 23    | 1     | 0.04               |
| Volos N.F.C. · Grecia | 1.ª           | 2020-21       | 18    | 1     | 4                   | 0                   | -                          | -                          | 22    | 1     | 0.04               |
| Volos N.F.C. · Grecia | 1.ª           | 2021-22       | 12    | 0     | 1                   | 0                   | -                          | -                          | 13    | 0     | 0                  |
| Volos N.F.C. · Grecia | Total club    | Total club    | 30    | 1     | 5                   | 0                   | 0                          | 0                          | 35    | 1     | 0.03               |
| O'Higgins · Chile | 1.ª           | 2022          | 21    | 1     | 4                   | 0                   | -                          | -                          | 25    | 1     | 0.04               |
| O'Higgins · Chile | Total club    | Total club    | 21    | 1     | 4                   | 0                   | 0                          | 0                          | 25    | 1     | 0.04               |
| Universidad Católica · Ecuador | 1.ª           | 2023          | 14    | 0     | 0                   | 0                   | 0                          | 0                          | 14    | 0     | 0                  |
| Universidad Católica · Ecuador | 1.ª           | 2024          | 24    | 2     | 5                   | 0                   | 8                          | 0                          | 37    | 2     | 0.05               |
| Universidad Católica · Ecuador | Total club    | Total club    | 38    | 2     | 5                   | 0                   | 8                          | 0                          | 51    | 2     | 0.04               |
| Total carrera | Total carrera | Total carrera | 160   | 6     | 26                  | 0                   | 8                          | 0                          | 194   | 6     | 0.03               |
| (1) Incluye datos de Copa Argentina, Copa Ecuador, Copa de Turquía, Copa de Grecia, Copa Chile. (2) Incluye datos de Copa Sudamericana. (3) No incluye goles en partidos amistosos. |               |               |       |       |                     |                     |                            |                            |       |       |                    |